# Bomba termonuclear

El dispositiu en 3D

Una bomba termonuclear o bomba d'hidrogen (H), és una bomba amb un poder destructiu molt gran que utilitza la fusió nuclear dels àtoms pesants de l'hidrogen creant-ne un d'heli. Aquesta reacció allibera molta calor i una gran quantitat d'energia, que és el que la fa el tipus de bomba més potent i destructiva que existeix fins al moment.
La bomba termonuclear més potent que s'ha fet detonar mai és la Bomba Tsar, dissenyada pel físic nuclear rus Ígor Kurtxàtov.

## Història de la bomba H tipus Teller-Ulam

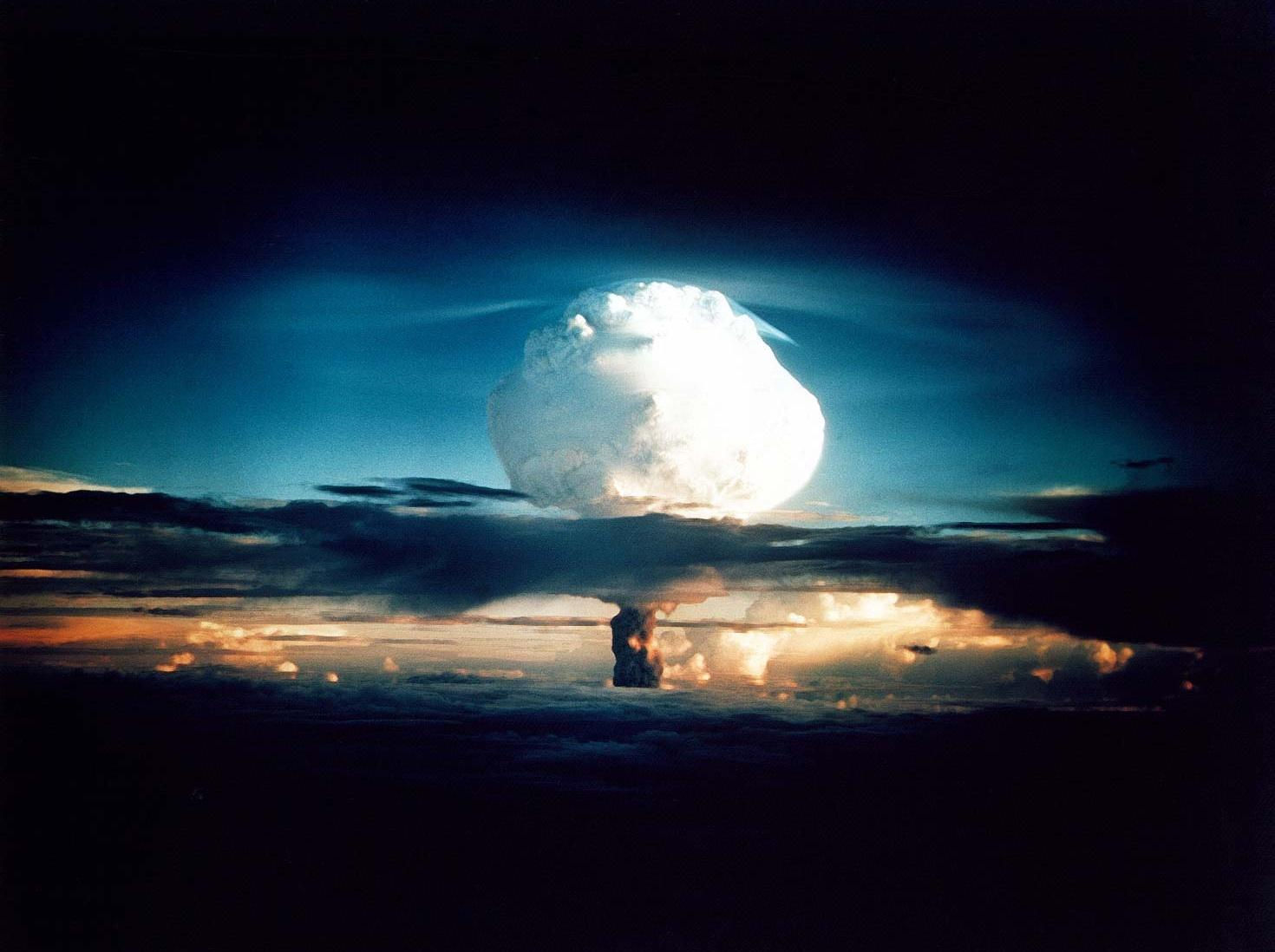
Explosió d'Ivy Mike, la primera bomba H provada, el 31 d'octubre de 1952.

El 1940, l'hongaro-estatunidenc Edward Teller va estudiar la possibilitat d'utilitzar l'enorme quantitat de calor (108 °C, és a dir, cent milions de graus centígrads) produïda per l'explosió d'una bomba atòmica de fissió per posar en marxa el procés de fusió nuclear. El 1941, Teller es va unir al Projecte Manhattan, que tenia com a objectiu desenvolupar la bomba atòmica de fusió.
Després de treballs preliminars a Chicago amb Enrico Fermi, i a Berkeley amb Robert Oppenheimer, Teller va anar als laboratoris de Los Alamos (Nou Mèxic, Estats Units) per treballar en la bomba atòmica sota la direcció d'Oppenheimer. Atès que les dificultats trobades per realitzar una bomba de fissió van ser menors, no es va seguir la pista de la bomba H, cosa que va decebre molt Teller.
El 1949, quan els soviètics detonen la seva pròpia bomba de fissió, l'anàlisi dels serveis d'intel·ligència estatunidencs va demostrar que es tractava d'una bomba que utilitzava plutoni com a combustible nuclear. El monopoli dels Estats Units en el tema nuclear desapareix. Aquesta notícia genera un xoc psicològic considerable, ja que els Estats Units esperaven poder conservar el monopoli de l'arma militar durant una desena d'anys. Llavors, es comprometen a una nova epopeia, la de la recerca d'una bomba encara més poderosa que la de fissió: la bomba de fusió.
El president dels Estats Units Harry Truman demana així al laboratori de Los Alamos desenvolupar una bomba que funcioni gràcies a la fusió dels nuclis d'hidrogen. Oppenheimer és contrari a aquesta decisió, ja que la considera un altre instrument de genocidi. Teller s'encarrega del programa. No obstant això, el seu model, tot i ser raonable, no li permet aconseguir el seu objectiu.
El matemàtic polonès-estatunidenc Stanisław Ulam, en col·laboració amb C.J. Everett, va demostrar amb càlculs detallats que el model de Teller era inviable. Ulam suggereix un nou mètode que sí que té èxit. Col·locant una bomba de fissió en una extremitat i el material termonuclear a l'altra d'un recinte, és possible dirigir les ones de xoc produïdes per la bomba de fissió. Aquestes ones comprimeixen i encenen el combustible termonuclear.
En un principi Teller no va acceptar la idea, però més tard va entendre tot el seu mèrit i va suggerir la utilització de la radiació (en comptes d'ones de xoc) per comprimir el material termonuclear. La primera bomba H, Ivy Mike, va esclatar sobre l'atoló d'Enewetak (prop de Bikini, a l'oceà Pacífic) l'1 de novembre de 1952 a satisfacció de Teller, amb el desacord de la majoria de la comunitat científica.
La implosió per radiació es va convertir doncs en el mètode estàndard per crear les bombes de fusió. Ambdós creadors, Ulam i Teller, van produir així la seva bomba H.

## Coneixement públic relatiu al disseny d'armes nuclears
El coneixement detallat de les armes de fissió i fusió és classificat en cert grau en pràcticament totes les nacions industrialitzades. Als Estats Units, aquests coneixements poden classificar-se per defecte com "Dades Restringides", fins i tot si han estat creats per persones que no són empleats del govern ni estan associades a programes d'armament, segons una doctrina legal coneguda com "secret de naixement" (encara que de vegades s'ha qüestionat el caràcter constitucional de la doctrina; vegeu Estats Units contra Progressive, Inc.). El secret de naixement rares vegades s'invoca en casos d'especulació privada. La política oficial del Departament d'Energia dels Estats Units ha estat no reconèixer la filtració d'informació sobre dissenys, ja que aquest reconeixement podria validar la informació com a exacta. En un petit nombre de casos anteriors, el govern dels EUA ha intentat censurar la informació sobre armes a la premsa pública, amb un èxit limitat. Segons el New York Times, el físic Kenneth W. Ford va desafiar les ordres del govern d'eliminar informació classificada del seu llibre, Building the H Bomb: Una història personal. Ford afirma que només va utilitzar informació preexistent i fins i tot va presentar un manuscrit al Govern, que volia eliminar seccions senceres del llibre per por que nacions estrangeres poguessin utilitzar la informació.
Encara que s'han publicat oficialment grans quantitats de dades imprecises, i antics dissenyadors de bombes han filtrat extraoficialment més quantitats de dades imprecises, la majoria de les descripcions públiques dels detalls de disseny de les armes nuclears es basen en certa manera en l'especulació, l'enginyeria inversa a partir d'informació coneguda, o la comparació amb camps similars de la física (fusió per confinament inercial n'és el principal exemple). Aquests processos han donat lloc a un cos de coneixement no classificat sobre bombes nuclears que és generalment consistent amb les publicacions oficials d'informació no classificada, la física relacionada, i es creu que és internament consistent, encara que hi ha alguns punts d'interpretació que encara es consideren oberts. L'estat del coneixement públic sobre el disseny Teller-Ulam s'ha format principalment a partir d'uns quants incidents específics que es descriuen en una secció més endavant.

## Principi bàsic
El principi bàsic de la configuració Teller-Ulam és la idea que les diferents parts d'una arma termonuclear poden encadenar-se en “etapes”, on la detonació de cada etapa proporciona l'energia per encendre la següent. Com a mínim, això implica una secció primària que consisteix en una bomba de fissió de tipus implosió (un "detonador"), i una secció secundària que consisteix en fusió. L'energia alliberada pel primari comprimeix el secundari mitjançant un procés denominat "implosió de radiació", moment en què s'escalfa i experimenta fusió nuclear. Aquest procés podria continuar, amb lenergia del secundari encenent una tercera etapa de fusió; es creu que l'AN602 "Tsar Bomba" de Rússia era un dispositiu de fissió-fusió-fusió de tres etapes. Teòricament, continuant aquest procés es podrien construir armes termonuclears amb un rendiment arbitràriament alt. Això contrasta amb les armes de fissió que tenen un rendiment limitat perquè només es pot acumular una quantitat determinada de combustible de fissió en un lloc abans que el perill que es converteixi accidentalment en supercrítica sigui massa gran.

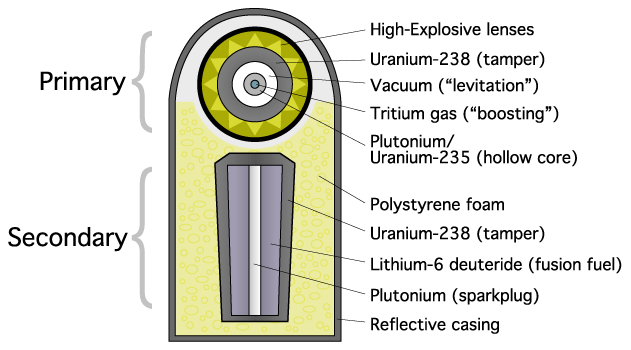
Una possible versió de la configuració Teller-Ulam.

Envoltant els altres components es troba un hohlraum o caixa de radiació, un contenidor que atrapa temporalment a l'interior l'energia de la primera etapa o del primari. L'exterior d'aquesta caixa de radiació, que normalment també és la carcassa exterior de la bomba, és l'única prova visual directa disponible públicament de la configuració de qualsevol component d'una bomba termonuclear. Nombroses fotografies de diversos exteriors de bombes termonuclears han estat desclassificades.
Es creu que la primària és una bomba de fissió estàndard d'implosió, encara que probablement amb un nucli reforçat amb petites quantitats de combustible de fusió (normalment 50/50% de gas deuteri/triti) per a una major eficiència; el combustible de fusió allibera un excés de neutrons quan s'escalfa i es comprimeix, induint una fissió addicional. Quan es dispara, el nucli de Plutoni 239 o Urani-235 es comprimiria fins a formar una esfera més petita mitjançant capes especials de explosius de gran potència convencionals disposades al seu voltant en forma de lentament explosiva, iniciant la reacció nuclear en cadena que alimenta la "bomba atòmica" convencional.
El secundari sol mostrar-se com una columna de combustible de fusió i altres components embolicats en moltes capes. Al voltant de la columna hi ha primer un "empenyedor", una capa pesada de urani-238 (urani-238) o plom que ajuda a comprimir el combustible de fusió (i, en el cas de l'urani, pot acabar fissionant-se). Al seu interior hi ha el mateix combustible de fusió, normalment una forma de deuterur de liti, que s'utilitza perquè és més fàcil de convertir en arma que el gas triti/deuteri liquat. Aquest combustible sec, en ser bombardejat per neutrons, produeix triti, un isòtop pesat de l'hidrogen que pot experimentar fusió nuclear, juntament amb el deuteri present a la barreja. (Vegeu l'article sobre fusió nuclear per a una discussió tècnica més detallada de les reaccions de fusió). Dins la capa de combustible es troba la "bugia", una columna buida de material fisible (plutoni 239 o Urani-235) sovint impulsada per gas deuteri. La bugia, quan es comprimeix, pot patir per si mateixa fissió nuclear (a causa de la seva forma, no és una massa crítica sense compressió). El terciari, si n'hi ha, estaria situat sota el secundari i probablement estaria fet dels mateixos materials.
La interetapa separa el secundari del primari. El primari en fissió produeix quatre tipus denergia: 1) lexpansió dels gasos calents de les càrregues explosives dalta potència que implosionen el primari; 2) el plasma sobreescalfat que originalment era el material fissible de la bomba i el seu pertorbador; 3) la radiació electromagnètica; i 4) els neutrons procedents de la detonació nuclear del primari. La interetapa s?encarrega de modular amb precisió la transferència d'energia del primari al secundari. Heu de dirigir els gasos calents, el plasma, la radiació electromagnètica i els neutrons cap al lloc i el moment adequats. Els dissenys menys que òptims de les etapes intermèdies han donat lloc que el secundari no funcioni del tot en múltiples trets, cosa que es coneix com a "fissile fizzle". El tret del Castell Koon de la Operació Castell és un bon exemple; una petita fallada va permetre que el flux de neutrons del primari comencés a escalfar prematurament el secundari, debilitant la compressió prou com per impedir qualsevol fusió.
Hi ha molt poca informació detallada a la literatura oberta sobre el mecanisme de la interetapa. Una de les millors fonts és un diagrama simplificat d'una arma termonuclear britànica similar a l'ogiva nord-americana W80 (cap nuclear) W80. Va ser publicat per Greenpeace en un informe titulat "Tecnologia nuclear de doble ús". Els components principals i la seva disposició apareixen al diagrama, encara que gairebé no es donen detalls; els escassos detalls que inclou probablement tenen omissions o inexactituds intencionades. El primer canalitza els neutrons a la nugia d'Urani-235/Plutoni 239, mentre que el segon es refereix a la bugia de Plutoni 239. Mentre que la segona bugia es refereix a un reflector de raigs X; normalment un cilindre fet d'un material opac als raigs X, com l'urani, amb el primari i el secundari a cada extrem. No reflecteix com un mirall, sinó que s'escalfa fins a assolir una alta temperatura pel flux de raigs X del primari, i llavors radiació de cos negre emet raigs X més uniformement repartits que viatgen fins al secundari , causant el que es coneix com implosió de radiació. A Ivy Mike, es va utilitzar or com a recobriment sobre l'urani per potenciar l'efecte cos negre. A continuació ve el “Reflector/Neutron Gun Carriage”. El reflector segella el buit entre la lent denfocament de neutrons (al centre) i la carcassa exterior prop del primari. Separa el primari del secundari i realitza la mateixa funció que el reflector anterior. Hi ha uns sis canons de neutrons (vists aquí de Sandia National Laboratories) cadascun sobresortint per la vora exterior del reflector amb un extrem a cada secció; tots estan subjectes al carro i disposats més o menys uniformement al voltant de la circumferència de la carcassa. Els canons de neutrons estan inclinats de manera que l'extrem emissor de neutrons de cada extrem del canó apunta cap a l'eix central de la bomba. Els neutrons de cada canó de neutrons passen i són enfocats per la lent denfocament de neutrons cap al centre de la primària per impulsar la fissió inicial del plutoni. Un "poliestirè polaritzador/font de plasma" (vegeu més endavant).
El primer document del govern nord-americà en què s'esmenta la interetapa es va fer públic recentment per promocionar l'inici el 2004 del Reliable Replacement Warhead (ogiva de reemplaçament fiable). Un gràfic inclou fragments que descriuen l'avantatge potencial d'una RRW peça per peça, amb el fragment de la interetapa dient que un nou disseny reemplaçaria el "material tòxic i trencadís" i el "costós material 'especial'... [que requereix] instal·lacions úniques". Se suposa que el "material tòxic i trencadís" és beril·li, que s'ajusta a aquesta descripció i també moderaria el flux de neutrons del primari. També es pot utilitzar algun material que absorbeixi i reirradiï els raigs X d'una manera particular.
Els candidats a "material especial" són el poliestirè i una substància anomenada "Fogbank", un nom en clau no classificat. La composició de Fogbank està classificada, encara que s'ha suggerit la possibilitat que sigui aerogel. Es va utilitzar per primera vegada en armes termonuclears amb l'ogiva termonuclear W76, i es va produir en una planta del Y-12 Complex a Oak Ridge, Tennessee, per al seu ús a la W76. La producció de Fogbank es va interrompre una vegada finalitzada la producció del W76. El Programa de Prolongació de la Vida Útil del W76 va requerir la fabricació de més Fogbank. Això es va complicar pel fet que les propietats del Fogbank original no estaven completament documentades, per la qual cosa es va muntar un esforç massiu per reinventar el procés. Al nou procés es va ometre una impuresa crucial per a les propietats de l'antic Fogbank. Només l'anàlisi minuciosa dels nous i antics lots va revelar la naturalesa d'aquesta impuresa. El procés de fabricació utilitzava acetonitril com a dissolvent, la qual cosa va provocar almenys tres evacuacions de la planta de Fogbank el 2006. Àmpliament utilitzat en les indústries petroliera i farmacèutica, l'acetonitril és inflamable i tòxic. Y-12 és l'únic productor de Fogbank.>

### Resum
Un resum simplificat de l'explicació anterior és:
1. Explota una bomba de fissió (relativament) petita coneguda com a "primari".
2. L'energia alliberada a la primària es transfereix a l'etapa secundària (o de fusió). Aquesta energia comprimeix el combustible de fusió i la bugia; la bugia comprimida es torna supercrítica i experimenta una reacció de fissió en cadena, escalfant encara més el combustible de fusió comprimit fins a una temperatura prou alta per a induir la fusió.
3. L'energia alliberada pels esdeveniments de fusió continua escalfant el combustible, mantenint la reacció en marxa.
4. El combustible de fusió de l'etapa secundària pot estar envoltat per una capa de combustible addicional que es fisiona en ser aconseguit pels neutrons de les reaccions internes. Aquests esdeveniments de fissió representen aproximadament la meitat de l'energia total alliberada en els dissenys típics.

### Principis bàsics
- Sublette, Carey. «Section 4.0 Engineering and Design of Nuclear Weapons» (en anglès). Nuclear Weapon Archive, 19-03-2019. Arxivat de l'original el 2021-02-06. [Consulta: 9 febrer 2021].
- Hansen, Chuck. U.S. Nuclear Weapons: The Secret History.  Crown, 1988. ISBN 978-0517567401. OCLC 865554459.
- Hansen, Chuck. Swords of Armageddon: U.S. Nuclear Weapons Development Since 1945 (PDF). 2nd.  Sunnyvale, California: Chukelea Publications, 2007. ISBN 978-0979191503. 2,600 pages.
- Barroso, Dalton E. G.. A Fisica dos Explosivos Nucleares (en portuguès). 2nd.  Livraria da Física, 2009. ISBN 978-8578610166. OCLC 733273749.

### Història
- Bundy, McGeorge. Danger and Survival: Choices About the Bomb in the First Fifty Years (en anglès).  Random House, 1988. ISBN 978-0394522784. OCLC 610771749.
- DeGroot, Gerard J. The Bomb: A Life (en anglès).  Harvard University Press, 2005. ISBN 978-0674017245. OCLC 57750742.
- Galison, Peter; Bernstein, Barton J. «In Any Light: Scientists and the Decision to Build the Superbomb, 1952–1954» (en anglès). Historical Studies in the Physical and Biological Sciences, vol. 19, 2, 01-01-1989, pàg. 267–347. DOI: 10.2307/27757627. JSTOR: 27757627.
- Goncharov, German A. «American and Soviet H-bomb development programmes: historical background» (en anglès). Physics-Uspekhi, vol. 39, 10, 31-10-1996, pàg. 1033–1044. Bibcode: 1996PhyU...39.1033G. DOI: 10.1070/PU1996v039n10ABEH000174.
- Holloway, David. Stalin and the Bomb: The Soviet Union and Atomic Energy, 1939–1956 (en anglès).  Yale University Press, 1994. ISBN 978-0300060560. OCLC 470165274.
- Rhodes, Richard. Dark Sun: The Making of the Hydrogen Bomb (en anglès).  New York: Simon & Schuster, 1995. ISBN 978-0684804002. OCLC 717414304.
- Schweber, Silvan S. In the Shadow of the Bomb: Oppenheimer, Bethe, and the Moral Responsibility of the Scientist (en anglès).  Princeton University Press, 2007 (Princeton Series in Physics). ISBN 978-0691127859. OCLC 868971191.
- Stix, Gary (1999-10-20). «Infamy and Honor at the Atomic Café: Father of the hydrogen bomb, "Star Wars" missile defense and Lawrence Livermore National Laboratory, Edward Teller has no regrets about his contentious career». Scientific Americanen 281 (4): 42–43. ISSN 0036-8733.
- Young, Ken; Schilling, Warner R. Super Bomb: Organizational Conflict and the Development of the Hydrogen Bomb (en anglès).  Cornell University Press, 2020. ISBN 978-1501745164. OCLC 1164620354.
- Younger, Stephen M. The Bomb: A New History (en anglès).  HarperCollins, 2009. ISBN 978-0061537196. OCLC 310470696.

### Anàlisi de les deposicions
- De Geer, Lars‐Erik «The radioactive signature of the hydrogen bomb» (en anglès). Science & Global Security, vol. 2, 4, 1991, pàg. 351–363. Bibcode: 1991S&GS....2..351D. DOI: 10.1080/08929889108426372. ISSN: 0892-9882. OCLC: 15307789.
- Khariton, Yuli; Smirnov, Yuri; Rothstein, Linda; Leskov, Sergei «The Khariton Version» (en anglès). Bulletin of the Atomic Scientists, vol. 49, 4, 1993, pàg. 20–31. Bibcode: 1993BuAtS..49d..20K. DOI: 10.1080/00963402.1993.11456341.